# Grand Prix automobile d'Allemagne 1999
GP précédent GP suivant
Le Grand Prix automobile d'Allemagne 1999 (Grosser Mobil 1 Preis von Deutschland 1999), disputé sur le circuit d'Hockenheim le 1er août 1999, est la 640e épreuve du championnat du monde de Formule 1 courue depuis 1950 et la dixième manche du championnat 1999.

## Classement
| Pos. | No | Pilote                | Écurie             | Tours | Temps/Abandon                      | Grille | Points |
| ---- | -- | --------------------- | ------------------ | ----- | ---------------------------------- | ------ | ------ |
| 1    | 4  | Eddie Irvine          | Ferrari            | 45    | 1 h 21 min 58 s 594 (224,724 km/h) | 5      | 10     |
| 2    | 3  | Mika Salo             | Ferrari            | 45    | + 1 s 007                          | 4      | 6      |
| 3    | 8  | Heinz-Harald Frentzen | Jordan-Mugen-Honda | 45    | + 5 s 195                          | 2      | 4      |
| 4    | 6  | Ralf Schumacher       | Williams-Supertec  | 45    | + 12 s 809                         | 11     | 3      |
| 5    | 2  | David Coulthard       | McLaren-Mercedes   | 45    | + 16 s 823                         | 3      | 2      |
| 6    | 18 | Olivier Panis         | Prost-Peugeot      | 45    | + 29 s 879                         | 7      | 1      |
| 7    | 10 | Alexander Wurz        | Benetton-Playlife  | 45    | + 33 s 333                         | 13     |        |
| 8    | 11 | Jean Alesi            | Sauber-Petronas    | 45    | + 1 min 11 s 291                   | 21     |        |
| 9    | 21 | Marc Gené             | Minardi-Ford       | 45    | + 1 min 48 s 318                   | 15     |        |
| 10   | 20 | Luca Badoer           | Minardi-Ford       | 44    | + 1 tour                           | 19     |        |
| 11   | 17 | Johnny Herbert        | Stewart-Ford       | 40    | Boîte de vitesses                  | 17     |        |
| Abd. | 14 | Pedro de la Rosa      | Arrows             | 37    | Accident                           | 20     |        |
| Abd. | 1  | Mika Häkkinen         | McLaren-Mercedes   | 25    | Accident                           | 1      |        |
| Abd. | 5  | Alessandro Zanardi    | Williams-Supertec  | 21    | Différentiel                       | 14     |        |
| Abd. | 23 | Ricardo Zonta         | BAR-Supertec       | 20    | Moteur                             | 18     |        |
| Abd. | 15 | Toranosuke Takagi     | Arrows             | 15    | Moteur                             | 22     |        |
| Abd. | 11 | Damon Hill            | Jordan-Mugen-Honda | 13    | Freins                             | 8      |        |
| Abd. | 19 | Jarno Trulli          | Prost-Peugeot      | 10    | Moteur                             | 9      |        |
| Abd. | 9  | Giancarlo Fisichella  | Benetton-Playlife  | 7     | Suspension                         | 10     |        |
| Abd. | 16 | Rubens Barrichello    | Stewart-Ford       | 6     | Panne hydraulique                  | 6      |        |
| Abd. | 22 | Jacques Villeneuve    | BAR-Supertec       | 0     | Collision                          | 12     |        |
| Abd. | 12 | Pedro Diniz           | Sauber-Petronas    | 0     | Collision                          | 16     |        |

## Pole position et record du tour
- Pole position : Mika Häkkinen en 1 min 42 s 950 (vitesse moyenne : 238,590 km/h).
- Meilleur tour en course : David Coulthard en 1 min 45 s 270 au 43e tour (vitesse moyenne : 233,331 km/h).

## Tours en tête
- Mika Häkkinen : 24 (1-24)
- Mika Salo : 1 (25)
- Eddie Irvine : 20 (26-45)

## Statistiques
- 3e victoire pour Eddie Irvine.
- 124e victoire pour Ferrari en tant que constructeur.
- 124e victoire pour Ferrari en tant que motoriste.
- 1er tour en tête d'un Grand Prix pour Mika Salo.
- 1er podium pour Mika Salo.